# A pochi passi dal sole
A pochi passi dal sole è un romanzo di fantascienza del 1983 dello scrittore statunitense Walter Tevis.
Il titolo è tratto da una poesia di William Blake.

## Trama
Nel 2063, con la crisi dell'energia che sta mettendo in difficoltà tutte le attività produttive della Terra, Benjamin Belson, un ricco magnate del carbone sulla cinquantina, organizza una spedizione nei vicini sistemi solari con una navicella spaziale, che ha chiamato Isabel come la sua fidanzata di New York, per cercare l'uranio indispensabile per una rinascita economica dell'umanità.
Appena atterrato su FBR 793, Benjamin (Ben) dà al pianeta il suo cognome e subito dopo si rompe un braccio cadendo dall'astronave. Il dottore a bordo, sistemata la frattura gli somministra della morfina per sopportare il dolore. Per lui lì comincia la dipendenza dalle sostanze chimiche: «Chemical euphoria was my real companion». Su Belson gli scienziati dell'equipaggio trovano un'erba che sanguina, riproduce i suoni che producono gli umani, come un'aria da «Così fan tutte» di Mozart che Ben ascolta sulla superficie. La pianta è un salicilico, simile a quella da cui si ricava l'aspirina, ma con un effetto antidolorifico molto potente che non lascia postumi e che chiameranno Endolin.
Dopo aver fatto tutti i rilevamenti su Belson, l'equipaggio studia un altro pianeta vicino su cui potrebbe esserci dell'uranio e decide di fare un sopralluogo. Con grande fortuna là trovano uranile, una fonte energetica non radioattiva, e una volta caricatone il possibile sulla navicella, gli scienziati chiedono di tornare sulla terra per mostrare la scoperta e organizzare altre spedizioni, ma Ben Belson, a cui mesi prima dal tribunale degli Usa era arrivata l'ingiunzione di rapido rientro pena l'arresto e la confisca dei beni per violazione del Codice sull'Energia a causa dell'uso della navicella spaziale, sceglie di farsi lasciare su Belson per i sei mesi che impiegheranno a fare andata e ritorno.
Da solo su Belson, Ben ripensa alla sua vita con l'ex moglie Anna, la figlia Myra che soffre di una grave forma di artrite, conduce una vita da novello Robinson Crusoe, legge Henry James, Blake e pensa di somigliare a Giovanni Battista e riesce a fare a meno della morfina solo grazie all'Endolin che lo nutre, lo disintossica e di cui ne sintetizza una grande quantità che pensa di vendere ad una casa farmaceutica sulla Terra. Dopo sei mesi l'equipaggio della navicella, che non è riuscito a scaricare sulla Terra l'uranile per problemi col governo, va a riprenderlo e lo riporta negli USA, a Washington, dove gli è stata tolta la cittadinanza e dove è accusato di pirateria. Durante il blitz che l'attendeva all'atterraggio Belson riesce a sfuggire agli agenti di polizia e si rifugia dal senatore Baynes, a cui offre metà del carico di uranile per riottenere i suoi diritti e il patrimonio, ma quest'ultimo lo denuncia alle forze armate.
Con una seconda fuga arriva a New York e contatta un'azienda farmaceutica cinese, la Lao-Tzu, per vendergli l'Endolin. Il contratto va a buon fine e la responsabile dell'azienda, Mourning Dove Soong, che è anche un'esponente politica della Cina comunista, gli offre la cittadinanza del suo paese. Per ottenerla Ben viene condotto a Pechino dove lo trattengono in una specie di isolamento fino al colloquio faccia a faccia con Mourning Dove, che gli racconta di aver perso quattro figli anni prima in un'esplosione di una centrale nucleare di cui era stata la promotrice. Giungono all'accordo di risolvere i problemi di Benjamin con la giustizia statunitense in cambio dell'uranile. Belson può così far ritorno a New York e alla festa in suo onore sull'Empire State Building, a lungo disabitato a causa della mancanza di elettricità per gli ascensori,  viene salutato come un eroe e l'iniziatore di una nuova era: «Your journey has relighted the world» , come lo saluta il Presidente degli USA.

## Titolo
(William Blake, The Sunflower)
Il titolo The Steps of the Sun è all'interno di uno dei versi della poesia di William Blake riportata da Tevis come incipit del romanzo e anche all'interno della narrazione, facendola declamare da Ben Belson sul pianeta deserto mentre preparava l'olio estraendolo dai semi di girasole che aveva seminato. La citazione del girasole che ricalca le orme dell'astro solare è una metafora dell'uomo che per natura si rivolge al sole, più in generale al cielo e allo spazio, scrutandolo senza riuscire a comprenderne i misteri e l'unica cosa che può fare è quella di tendere ad esso, come dice Ben Belson nell'ultima pagina: «There is a beauty in our galaxy that the human mind can only reach out for and brush against before recoiling».
Nella traduzione italiana, A pochi passi dal sole , il riferimento esplicito alla poesia di William Blake non viene riflesso nel titolo come accade per l'originale e al suo posto lascia probabilmente un'interpretazione del frammento «the steps of the sun», di cui però non è comprensibile il legame col testo.

## Affinità con le altre opere dell'autore
Il romanzo può inoltre essere considerato una versione ottimistica de L'uomo che cadde sulla Terra (The Man Who Fell to Earth), in cui il protagonista va in cerca su altri pianeti di quei materiali, l'acqua per l'alieno T.J.Newton e l'uranio per Ben Belson, che permetteranno alla propria comunità la sopravvivenza. Gli uomini trattano entrambi con ostilità e l'arma che usano contro di loro è la medesima, l'annullamento della cittadinanza americana, ma mentre sulla Terra l'Antheano non riesce a creare un terreno fertile per accogliere il suo popolo, Belson dopo varie difficoltà trova l'appoggio di altri alleati, che gli fanno realizzare il suo progetto.

## Edizioni
- Walter Tevis, A pochi passi dal sole, collana Urania, Mondadori, 1992.